# BVG F
BVG F는 베를린 지하철의 대형 규격용 차량이다. 2량 1편성으로 구성되어 있으며, 1973년부터 1994년까지 총 7세대 257편성이 제작되었다. 각각 세대별로 외형과 전장품에 큰 차이가 있다.
1973년 시제차 2500/2501의 시험 운행이 시작되었다. 시험 운행이 끝난 이후 양산형 차량 생산이 시작되었다. 1981년 말까지 F74, F76, F79 112편성이 반입되었다. 해당 열차가 반입되면서 제2차 세계 대전 이전에 제작된 C형 차량이 전부 퇴역하였다.
후속작은 BVG H 전동차이다.

## 구조
차체는 경금속 재질이다. 과거 생산되었던 BVG DL 차량의 경금속 차체 구조를 기반으로 하여 F 차량에서는 더 개선되었다. 차체가 가벼워지면서 최대 기동가속도가 1.5 m/s²로 향상되었다. 이전의 DL 차량과 비교했을 때 전두부 형상이 달라졌고 전조등 형태가 원형에서 사각형으로 변경되었다.
F 전동차의 각 세대별로 기술적 및 외관적 차이가 있다. 첫 세대인 F74 차량은 D 전동차와 비슷하게 전두부 상부가 기울어져 있고 직사각형 형태 프레임을 따라 설치된 작은 전조등이 설치되어 있다. F79 차량은 전두부 행선 안내기 롤지에 최초로 노선 번호가 추가되었고 노선 색상에 따라서 배경색이 달랐다. 1990년대에 Brose 제작 롤지 행선 안내기로 교체되었다. F90/F92 세대부터는 출고 당시부터 노선 번호가 표시된 Brose 행선 안내기를 설치했다. 직류 전동기 차량 중에는 F79만이 이 유형의 행선 안내기를 사용했으나, F76E 개수 과정에서 행선 안내기도 개수되었다.
교류 유도 전동기가 장착된 차량 중 F84 이후 차량은 출입문 구조가 포켓 도어에서 플러그인 도어로 변경되었고, 전면부 유리창 사이도 차체 색상이 아닌 검은색으로 변경되어서 디자인에도 차이가 생겼다. F79.3 차량은 교류 유도 전동기가 최초로 장착되었으나, 수리용 부품 조달 문제로 2003년에 전부 폐차되었다. 이 차량은 다른 F79 차량과 동일한 디자인을 사용했다.
2770/2771 차량은 향후 H형 전동차를 시험할 목적으로 1993년에 차량 사이의 내부 공간을 연결하는 개조를 거쳤다.
DL 전동차와 비교했을 때 전장은 20 cm 더 길어서 운전석과 출입문의 폭이 더 증가할 수 있었다. F 전동차는 베를린 지하철 차량 중 크로스시트가 장착된 유일한 차량이다. H 전동차 중 5018편성의 중간차에는 크로스시트와 롱시트가 반반 나뉘어서 장착되어 있으나, 선두차(5018-1, 5018-6)은 전부 롱시트가 장착되어 있다. 객실의 공간을 간접적으로 넓히기 위해서 운전실 격벽을 더 얇게 만들었기에 크로스시트 장착이 가능했다.
모든 F 전동차의 영업최고속도는 시속 70 km이지만, 교류 유도 전동기 차량의 설계최고속도는 시속 80 km이다.

## 세대별 구분

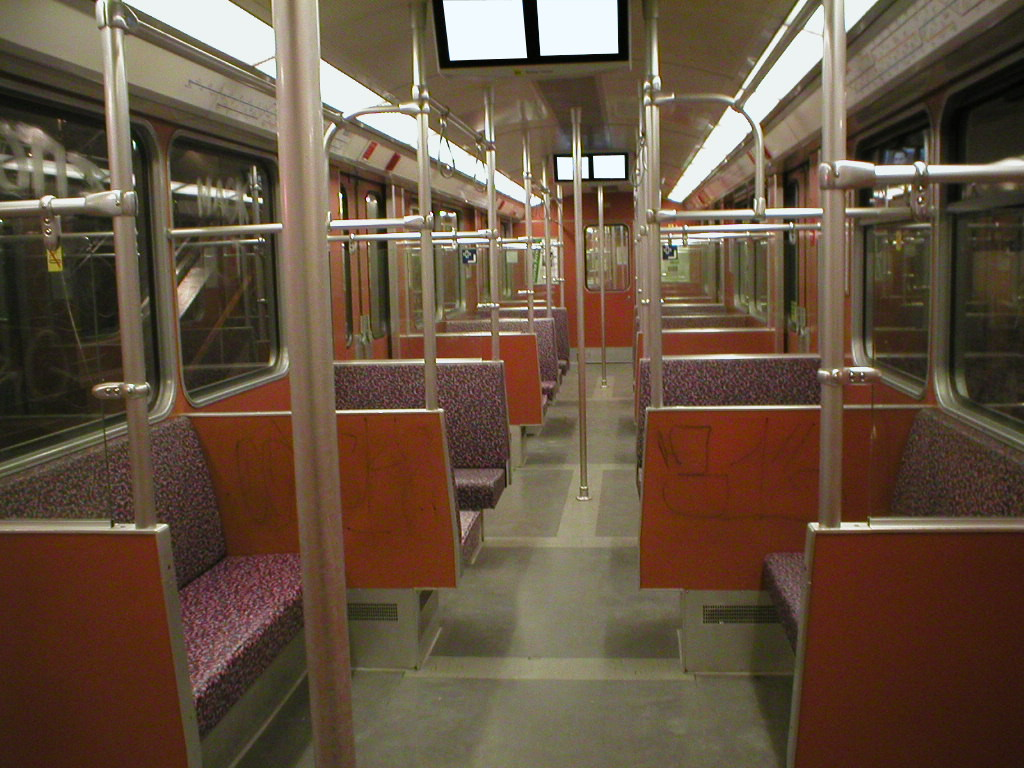
F87 열차의 내부

가장 큰 구분 방식은 직류 전동기형 F74-F79, 교류 유도 전동기형 F84-F92이다. 예외적으로 F79.3은 교류 유도 전동기를 장착했으며, 다른 F79는 직류 전동기를 사용했다. F79.3 차량은 조기에 폐차되었으며, 남아 있는 차량은 융페른하이데역에 소방 훈련용으로 보존되어 있다.
F76 차량 중 2578/2579 차량은 교류 유도 전동기를 시험용으로 장착한 유럽 최초의 도시철도 차량이다. 빨간색 줄무늬에 "3상 교류 장착 최초 도시철도 차량"(Erster U-Bahnzug mit Drehstromtechnik)이라는 문구가 적혀 있었다. 해당 편성의 유도 전동기는 1980년에 철거되었고 다른 F76 차량과 같은 직류 전동기로 대체되었다.
차량 외적의 변화로는 포켓 도어 장착이 있다. 출입문이 차체 내부로 들어가지 않기 때문에 차체 구조를 단순화할 수 있으며 출입문 외부를 청소하기 더 쉬워졌다.
2500/2501부터 2554/2555까지의 모든 F74 편성 및 일부 F76과 F79 편성에는 반자동 운행을 위한 LZB 차상 장치가 장착되어 있었고, U9 노선에서 1990년대 말까지 시험 운행을 했다. 그 후 LZB 장치는 철거되었다.
2009년 8월 8일부터 U55 노선에서 F79 열차가 운행했다. 노선 수요가 적어서 6량 편성으로 운행할 필요가 없고 H 전동차는 6량이 고정된 편성이기 때문이다. 당시 U55 노선에는 2658/2659, 2660/2661, 2668/2669, 2674/2675 차량이 운행했다. 이들 중 2660/2661 차량은 U55에서 다시 다른 노선으로 복귀했으며, 프리드리히스펠데 기지에 배속되어 U5, U8, U9 노선을 운행했다.
2018년 하반기에 6개월간 U55 노선의 운행이 중단되면서 나머지 F79 차량이 U55 노선에서의 운행을 중단했고, 2660/2661 차량을 포함하여 모두 운행을 중단하거나 폐차되었다. 2660/2661 차량은 다른 F74E/F76E 차량과 유사한 구조 변경 작업을 거쳤다.
U55가 운행을 재개한 후 2020년 3월까지 개수 공사가 완료된 F76E가 대신 운행했다. 당시 운행에 사용된 차량은 2558/2559, 2602/2603, 2622/2623이었다.

## 개수

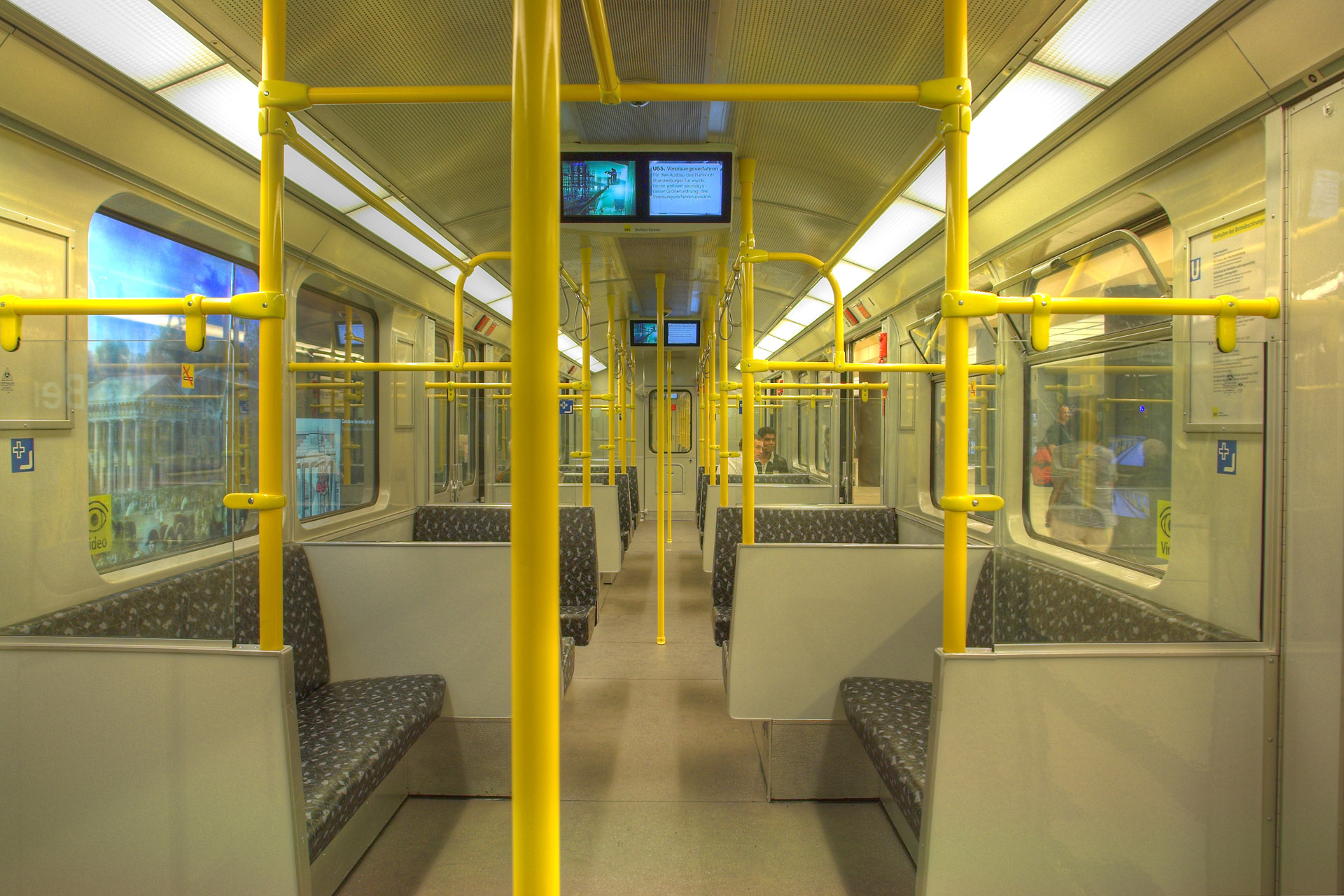
U55 노선에서 운행했던 F79 차량의 개수된 내장재

직류 전동기를 사용한 F74 및 F76 차량은 2011년 12월 말부터 2018년 9월까지 개수 작업을 거쳤다. 내장재는 U55에 운행되었던 차량과 비슷하게 개조되었으며 다목적 구역이 장착되었다. 그 외에도 전장품의 다수가 개선되었다. 출입문 개방 장치가 버튼식으로 교체되었고 신형 압축 공기 제어 시스템이 장착되었다. 다른 F 전동차와 계속 병결 운행이 가능하다. F79 차량도 개수 작업에 포함되어 있었으나, 전반적인 상태가 좋지 않아서 개수 작업에서 다시 제외되었다. 긴급 중검수 과정에서 좌석 교체와 다른 FE 전동차와 유사한 출입문으로의 교체 정도만 진행되었다. 첫 개수 F74 차량은 2012년 6월에 완성되었으며 U5 노선에서만 병결 편성의 중간차로 운행했다. U5에서 시험 운행을 하는 중 개수된 열차끼리 병결 운행을 했을 때 운행 문제가 발생해서 초기에는 중간차로만 운행해야 했으나, 이후에 문제를 해결했다. 2520/2521 편성이 다시 운행하면서 발생한 문제는 변압기 고장이 원인이었기 때문에 운행을 중단했다. 2012년 시간표 개정에서는 개수된 F74끼리의 병결 운행을 최대한 회피했다. 2012년 12월 9일부터 개수된 F74끼리의 운행이 다시 시작되었으며 그 이후로는 문제가 발생하지 않았다. 이 시기부터 개수된 열차가 U8 등 다른 노선뿐만 아니라 병결 운행 시 선두차로도 운행했다.
2018년 9월 마지막 F74 열차(2548/2549)가 개수 작업을 마치면서 F74 전체 개수 작업이 완료되었다. F76 개수 작업은 2626/2627 편성을 마지막으로 2018년 초에 완료되었으며, 원래 계획한 41편성 중 40편성이 완료되었다. 2628/2629 차량은 2004년 비스도르프쥐트역 인상선 진입 중 탈선하여 운행을 중단했으며, 2006년 4월 폐차 이전까지 대체 부품을 떼내서 쓰는 용도로 사용되었다.
개수 공사 이후의 차량은 F74E, F76E로 불리고 있으며 이들을 통틀어 FE라고 부른다. 기술적으로는 완전히 동일해졌으며 외관상의 차이만 있기 때문이다.
2020년 봄 F76E 차량 2594-2599 후미등을 LED로 개조했으며, F79를 제외한 나머지 F 차량도 개조될 예정이다.

## 운행 구간

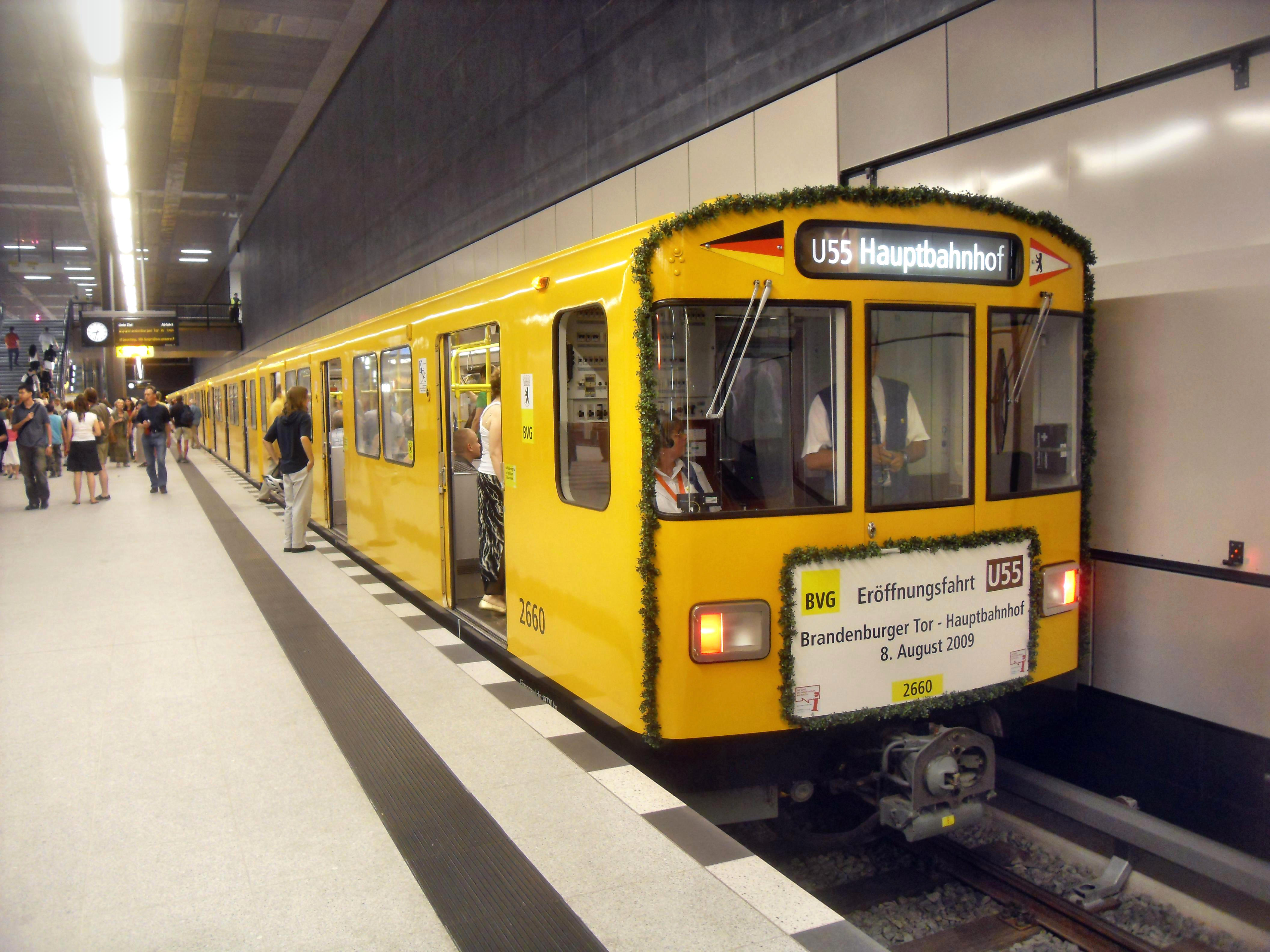
U55 노선 개통 당시에 사용되었던 F79 열차

F74-F79 차량의 주 운행 노선은 U9이다. D 전동차가 폐차되면서 U5와 U8 노선도 운행했으며, BVG H 도입 이후 상당수가 대체되었다. 교류 유도 전동기 차량은 U6, U7 노선에서 주로 운행했으며, U8, U9에는 가끔 운행했다. 2004년까지는 교류 유도 전동기 차량이 U8에서 주로 운행했다.
2017년 11월에 F79 차량의 알루미늄 차체에 균열이 점점 심각해지고 있음이 알려졌다. 원래는 개수 과정에서 균열을 보수할 예정이었으나 예상보다 균열이 커서 BVG 기술 위원회에서는 2019년부터 단계적으로 F79를 폐차해야 한다고 결정했다. 폐차 시점에서의 차령은 약 40년이다. F79 운행 중단은 2018년부터 시작되었다. 2018년 1월에는 34편성이 운행 가능했으나 같은 해 12월에는 12편성만이 운행 가능했다. 2710/2711 차량이 운행을 중단하면서 2021년 10월 15일에 F79의 운행이 중단되었다.
F79 이외에도 다른 F 전동차가 퇴역했다. 시제차인 2500/2501을 비롯한 F74와 F76의 일부 열차도 퇴역했고, F79.3 전동차는 2000년대가 되기 전에 퇴역했다.
2012년부터 2018년까지 개수된 F74 및 F76 열차와 교류 유도 전동기가 장착된 F 열차는 폐차나 운행 중단되지 않았다. 2021년에 사고가 난 F74E 1편성만 운행을 중단했다.

## 사진

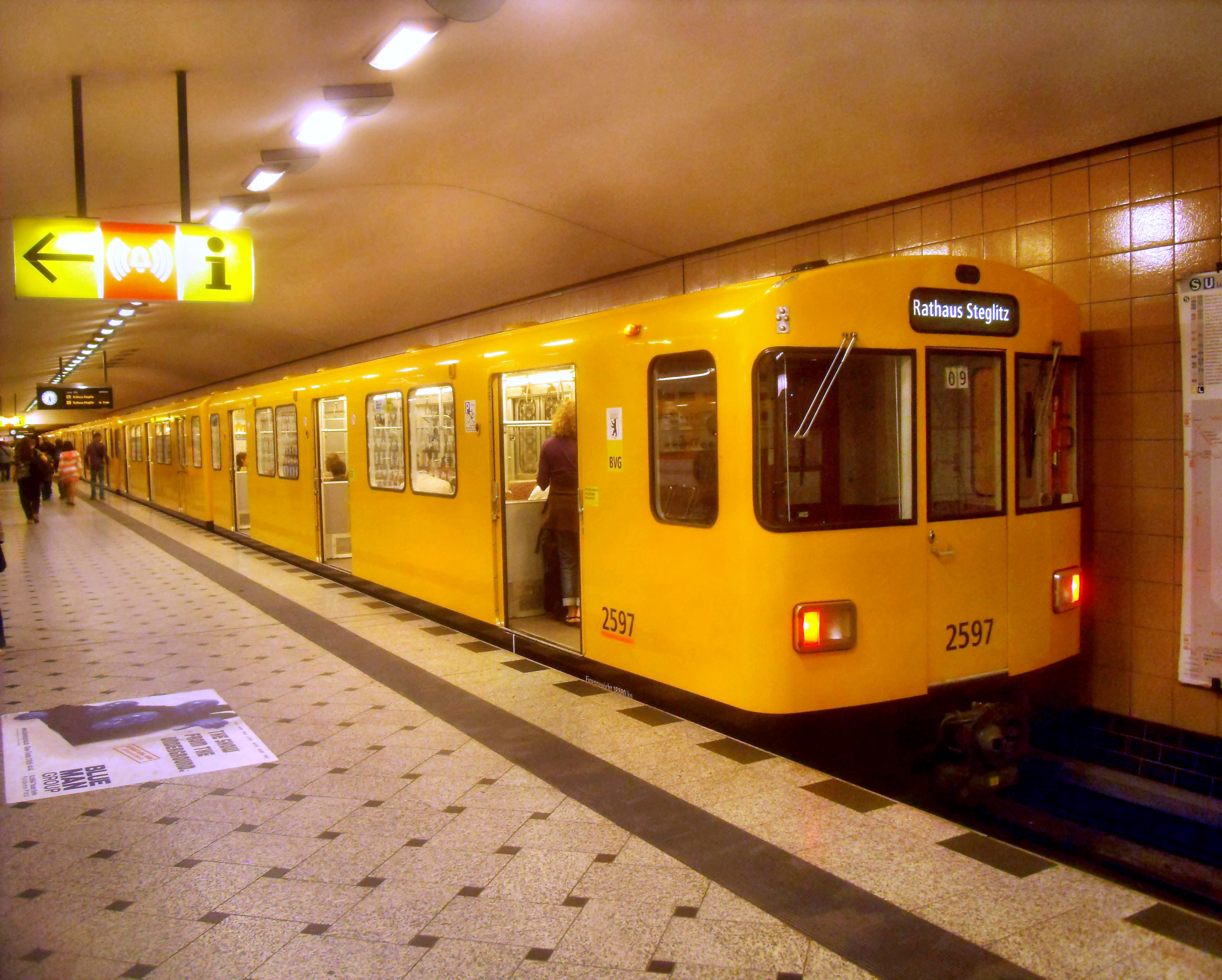
U9 베를린 동물원역에 있는 F76 차량]
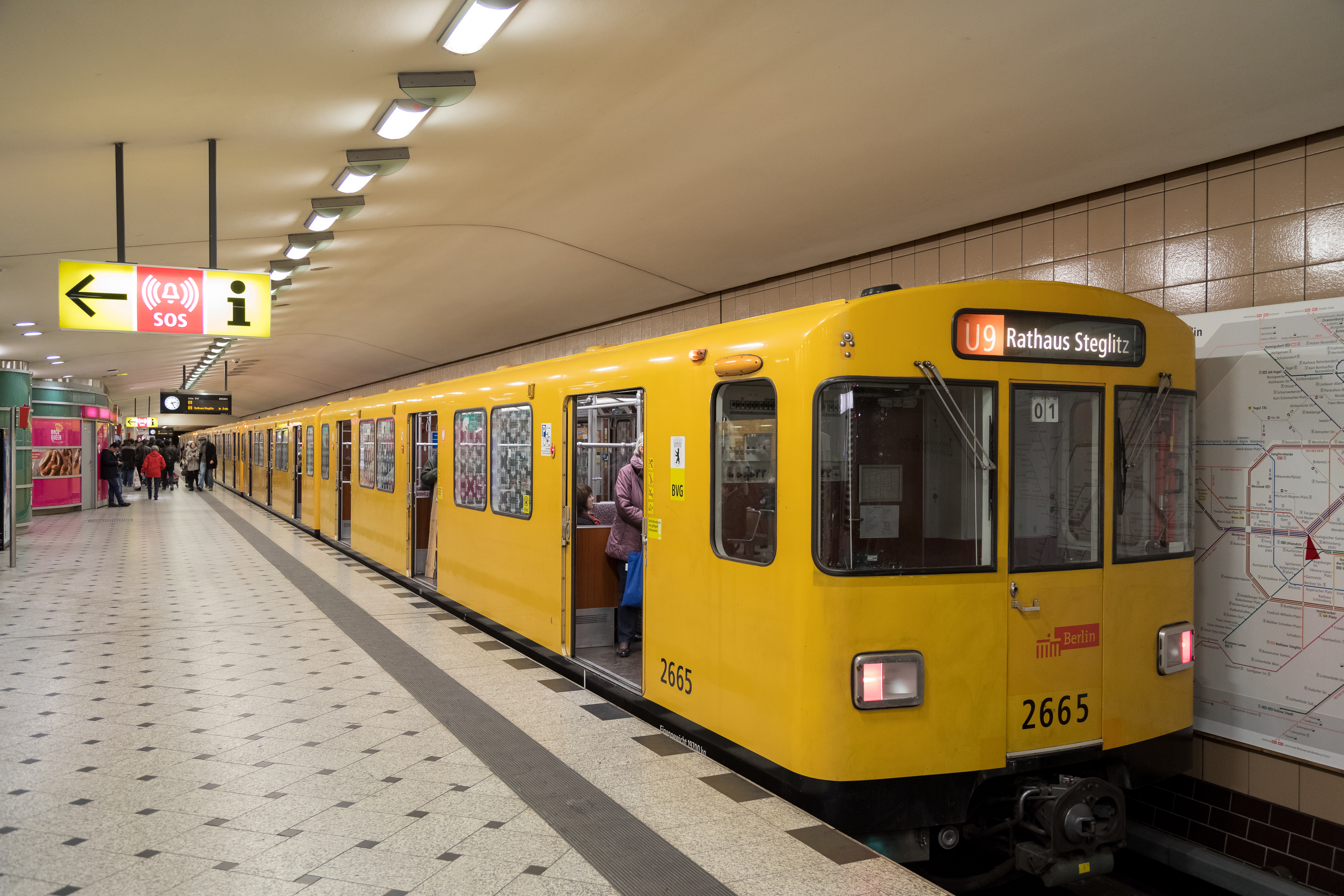
U9 베를린 동물원역에 있는 F79.1 차량
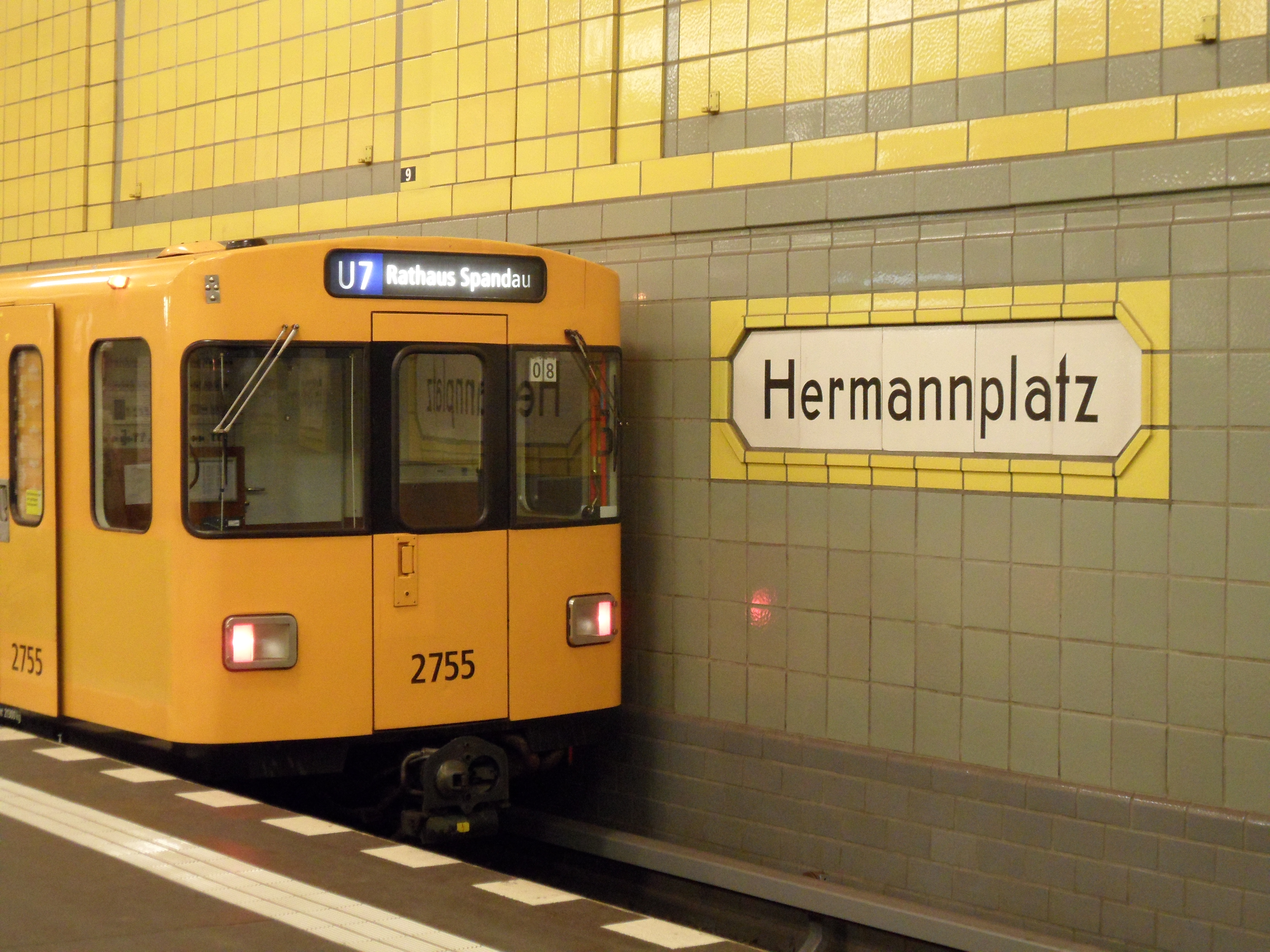
U7 헤르만플라츠역에 있는 F84 차량. 전두부 형상이 변경되었다.
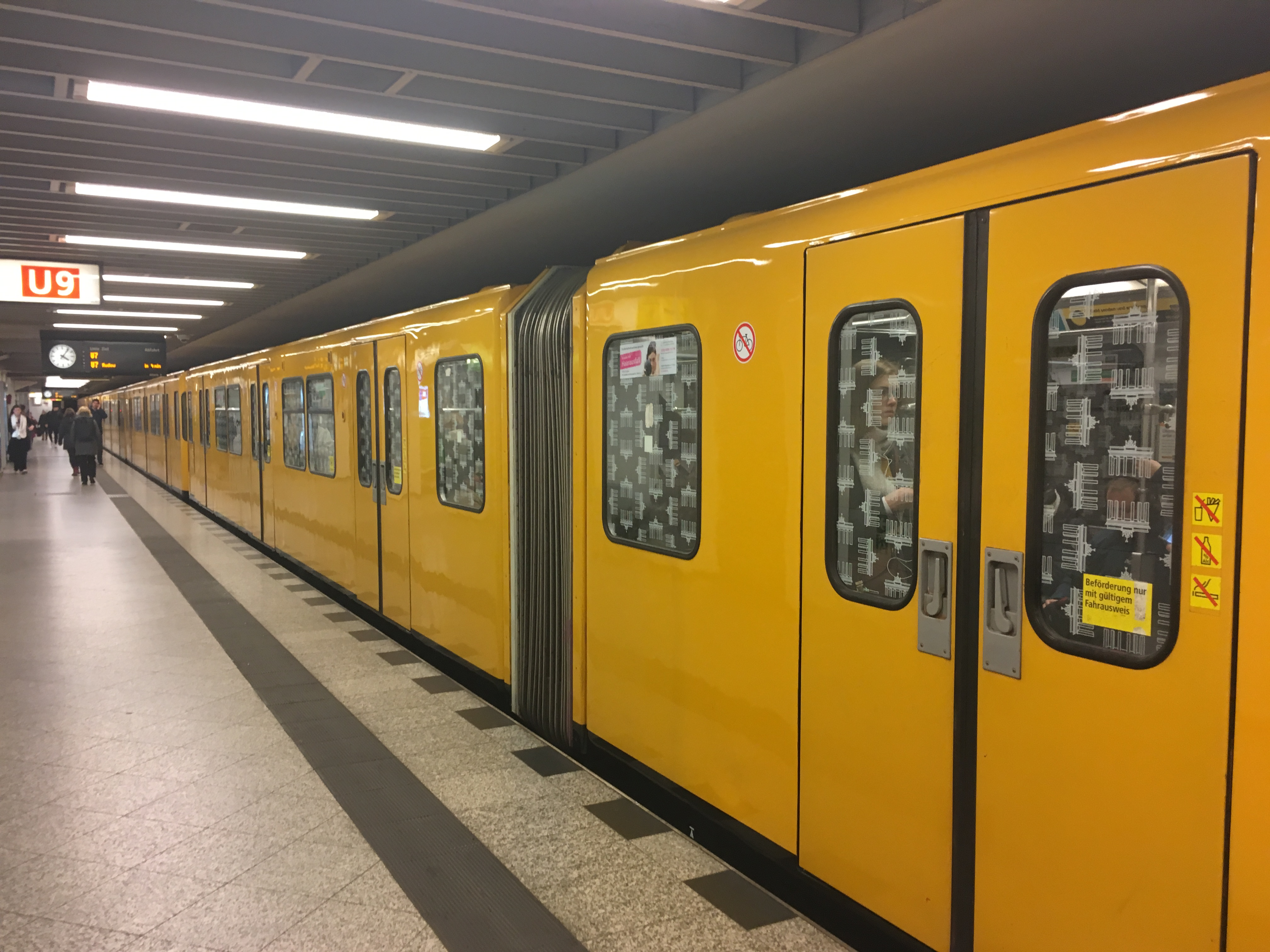
U7 베를리너 슈트라세역에 있는 2770/2771 차량. 차량간 내부에서 연결되었다.

## 같이 보기
독일의 다른 도시철도 운영 기관의 유사한 열차:
- MVG A (뮌헨 지하철)
- MVG B (뮌헨 지하철)
- VAG DT1 (뉘른베르크 지하철)
- VAG DT2 (뉘른베르크 지하철)

## 참고 문헌
- . ISBN 3-932785-18-5. |제목=이(가) 없거나 비었음 (도움말)

## 참조
1. ↑  Auf dem Weg zur Berliner U-Bahn 2000 In: Signal 7/1993, S. 7.
2. ↑  “Berliner Morgenpost vom 23. Juli 2009: Am Berliner Hauptbahnhof fliegen U-Bahnen”. 2014년 2월 21일에 원본 문서에서 보존된 문서. 2022년 8월 24일에 확인함.